# God's Puzzle
God's Puzzle (神様のパズル?, Kamisama no pazuru) è un film del 2008, diretto da Takashi Miike, tratto da un romanzo di Shinji Kimoto.

## Trama
Motokazu Watanuki, uno studente universitario di meccanica quantistica, decide di lasciare il Giappone e di iniziare un viaggio con la sua ragazza. Prima di partire, chiede al fratello gemello Kiichi di sostituirlo all'università, e di seguire i corsi. Kiichi è l'opposto di Motokazu: è infatti un giovane distratto che lavora in un ristorante preparando il sushi e sogna di diventare un cantante J-Rock.
Kiichi inizialmente segue le lezioni universitarie annoiato, ma quando incontra la giovane Shiratori il suo interesse sembra destarsi. La professoressa Hatomura chiede a Kiichi di occuparsi di Saraka Homizu, una diciassettenne nata in provetta, dotata di uno straordinario quoziente intellettivo, che ha progettato un sincrotrone soprannominato Infinity, per la sua forma uguale al simbolo dell'infinito.
Saraka sta sempre davanti a tre computer perennemente accesi, ed esce raramente. Kiichi diventa suo amico e scopre alcune sue teorie, quindi la convince a seguire alcune lezioni, durante le quali la giovane fa sfoggio delle sue incredibili conoscenze e da un lato confonde ancora di più Kiichi, ma allo stesso tempo invoglia in lui il piacere della scoperta.
Mentre Motokazu viene lasciato dalla sua ragazza appena sceso dall'aereo e vaga da solo in India, Kiichi assimila sempre di più le teorie sulla fisica quantistica. Un giorno, Saraka gli svela un suo piano: vuole risolvere il mistero della creazione e per far questo progetta di distruggere la terra, realizzando un universo di antimateria.
Saraka riesce quasi nel suo intento, provocando un black out, scatenando una furiosa tempesta e impegnando a fondo gli scienziati dell'università. Il progetto viene però mandato all'aria da Kiichi, che irrompe nel sincrotone con una chitarra elettrica in mano e inizia a suonare e a cantare una versione J-Rock dell'Inno alla gioia. Ciò commuove Saraka, che rinuncia al suo piano per uscire dal sincrotone, tentando di gettarsi nel vuoto. Kiichi la convince a non suicidarsi, porgendole del sushi, riuscendo nell'intento.
Tornato a lavorare nel ristorante, Kiichi un giorno riceve la visita di una sorridente Saraka.

## Produzione
L'idea di realizzare un film tratto dal romanzo scritto da Shinji Kimoto venne al produttore Haruki Kadokawa, dopo un'esperienza, secondo lui, personale. Mentre si trovava in carcere, per contrabbando di cocaina, l'anima dell'uomo abbandonò il corpo per iniziare un viaggio ai confini dell'universo, facendo percepire il segreto dell'esistenza al produttore. Successivamente, Kadokawa ordinò una copia del romanzo di Kimoto e decise di trarne un film, scegliendo come regista il celebre e provocatorio Takashi Miike.
Miike, una volta accettata l'offerta, si rese però conto che il romanzo, filosofico e fantascientifico, era arduo da portare al cinema e inoltre lui non ne capiva molto di fisica quantistica e acceleratori di particelle. Decise così di rendere la storia più accessibile a un vasto pubblico, e sdoppiò il protagonista del romanzo, affiancando all'aspirante scienziato il fratello gemello distratto e aspirante musicista, facendo divenire quest'ultimo il protagonista del film.